# マイク・フェルプス
マイク・フェルプス（Michael (Mike) Phelps 1961年10月3日 - ）はミシシッピ州ヴィックスバーグ出身の元バスケットボール選手。
アルコーン州立大学在学中、1983年のNCAAトーナメントの1回戦でパトリック・ユーイングを擁するジョージタウン大学と対戦、24得点をあげる活躍を見せたが63-68で敗れた。彼のあげた24得点はトーナメントでの大学記録である。
1985年のNBAドラフトの7巡目144位でシアトル・スーパーソニックスに指名されて入団、2シーズンで130試合に出場、24試合で先発出場した。その後ロサンゼルス・クリッパーズでも2試合に出場している。